# Хидропнеумоторакс
Хидропнеумоторакс или ређе пнеумохидроторакс  је ургентно стање у пулмологији које се карактерише истовременим присуством пнеумоторакса и  плеуралног излива (хидроторакса) или  гаса и течности у плеуралном простору.  
Етиологије хидропнеумоторакса су различите и могу бити повезане са компликацијама инвазивне процедуре (јатрогенија), секундарним малигнитетом, инфекцијом или реуматолошком болешћу.
Дијагноза се поставља радиографијом грудног коша у стојећем положају, на којој се  уочава ниво течности у простору испуњеном ватздухом.
Лечење ће бити одређено према пронађеној етиологији.   

## Етиологија
Хидропнеумоторакс је редак радиолошки налаз који се састоји у истовременом присуству слободне течности и ваздуха у плеуралном простору. Може се јавити као последица различитих ситуација као што су  
- торакоцентеза,

- траума грудног коша,

- езофагоплеурална фистула

- бронхоплеурална фистула, нпр код компликована пнеумоније са бронхоплеуралном фистулом.[5][6]

## Дијагноза
Радиолошка испитивања су кључ за потврду дијагнозе за шта је потребна велика клиничка сумња.   

##### Стандардна радиографија
На рендгенском снимку грудног коша у усправном положају, препознавање хидропнеумоторакса може бити прилично лако - и класично се приказује као ниво гаса и течности. На рендгенском снимку у леђном положају, ово може бити изазовније када је оштра плеурална линија оивичена повећаним замућењем које је бочно од ње унутар плеуралног простора.

##### Ултразвук
Сонографски налази укључују приказ плеуралне линије којој недостаје клизање плућа и анехогена колекција ограничена дијафрагмом одоздо

## Диференцијална дијагноза
Када се на радиографији уочи ниво гаса и течности треба размотрити ове дијагнозе:
- пиопнеумоторакс
- хемопнеумоторакс
- плућни апсцес
- трауматску пнеуматокелу
- апсцес меког ткива

## Терапија
Лечење укључује интеркосталну дренажу течности и ваздуха и лечење основних стања.